# Aksel Svane
Aksel Svane (2. srpna 1898, Kodaň – 30. listopadu 1991) byl dánský právník, státní úředník a guvernér jižního inspektorátu Grónska.

## Životopis
Aksel Svane se narodil 2. srpna 1898 v Kodani jako syn školního inspektora Ivera Kristiana Svaneho a Jenny Caroliny Camilly Petersen. Roku 1924 získal právnickou kvalifikaci, poté pracoval jako dobrovolník u soudu v kodaňském okrese a jako tajemník na finančním úřadě. V témže roce zahájil cestu po světě na motocyklu, která trvala až do roku 1925.
V roce 1926 se stal zástupcem na Faerských ostrovech. V roce 1929 byl jmenován tajemníkem na dánském ministerstvu zemědělství. Roku 1932 byl jmenován guvernérem pro jižní inspektorát Grónska. Během druhé světové války bylo roku 1940 Dánsko anektováno Německou říší, zatímco Grónsko se dostalo pod americkou okupaci. Svane proto v roce 1941 odcestoval do Spojených států, aby tam zastupoval zájmy Grónska a řídil zásobování ostrova. V průběhu tohoto procesu odstoupil ze svého úřadu a vedení jižního inspektorátu přenechal severnímu guvernéru Eskemu Brunovi.
V letech 1940 až 1945 organizoval těžbu kryolitového lomu Ivittuut. Od roku 1946 byl členem Grónského mzdového výboru. V letech 1947 až 1948 pracoval na ministerstvu spravedlnosti a poté vedl právní a personální oddělení Grónské rady. Od roku 1953 byl komisařem v úřadu předsedy vlády a od roku 1955 na nově zřízeném ministerstvu pro Grónsko, které opustil až v roce 1968. V roce 1955 byl členem Rady Arktického institutu.
Aksel Svane zemřel 30. listopadu 1991 ve věku 93 let. Byl rytířem 1. stupně řádu Dannebrog.